# Форт Зеландія
Форт Зеландія (кит: 熱蘭遮城; піньїнь: Rèlánzhē Chéng; Pe̍h-ōe-jī: Ji̍at-lân-jia Siâⁿ) — фортеця, побудована протягом десяти років з 1624 по 1634 роки Голландською Ост-Індською компанією (VOC) у місті Аньпін (нині район Аньпін Тайнаня) на Формозі, колишня назва головного острова Тайвань, під час їх 38-річного панування над західною частиною острова. Поселення кілька разів перейменовувався на Оранж-Сіті (奧倫治城), Аньпін-Сіті (安平城) і Тайвань-Сіті (臺灣城); поточна назва сайту китайською мовою —安平古堡(«Старий форт Аньпін").
У XVII столітті, коли європейці з багатьох країн припливли до Азії, щоб розвивати торгівлю, Формоза стала одним із найважливіших транзитних місць Східної Азії, а форт Зеландія — міжнародним діловим центром. Оскільки торгівля того часу залежала від «військової сили для контролю над ринками», цінність Формози для голландців полягала головним чином у її стратегічному положенні. «З Формози іспанська торгівля між Манілою та Китаєм і португальська торгівля між Макао та Японією могли б стати настільки нестабільними через постійні напади, що велика їх частина опинилася б у руках голландців, тоді як стосунки останніх з Китаєм та Японією не будуть перервані».
Від імені ГОК кораблі, що відправляються з Формози, можуть прямувати на північ до Японії, на захід до Фуцзянь або на південь до В'єтнаму, Таїланду, Індонезії, Камбоджі, Індії, Ірану чи Європи.

## Історія

### Прибуття та поселення голландців

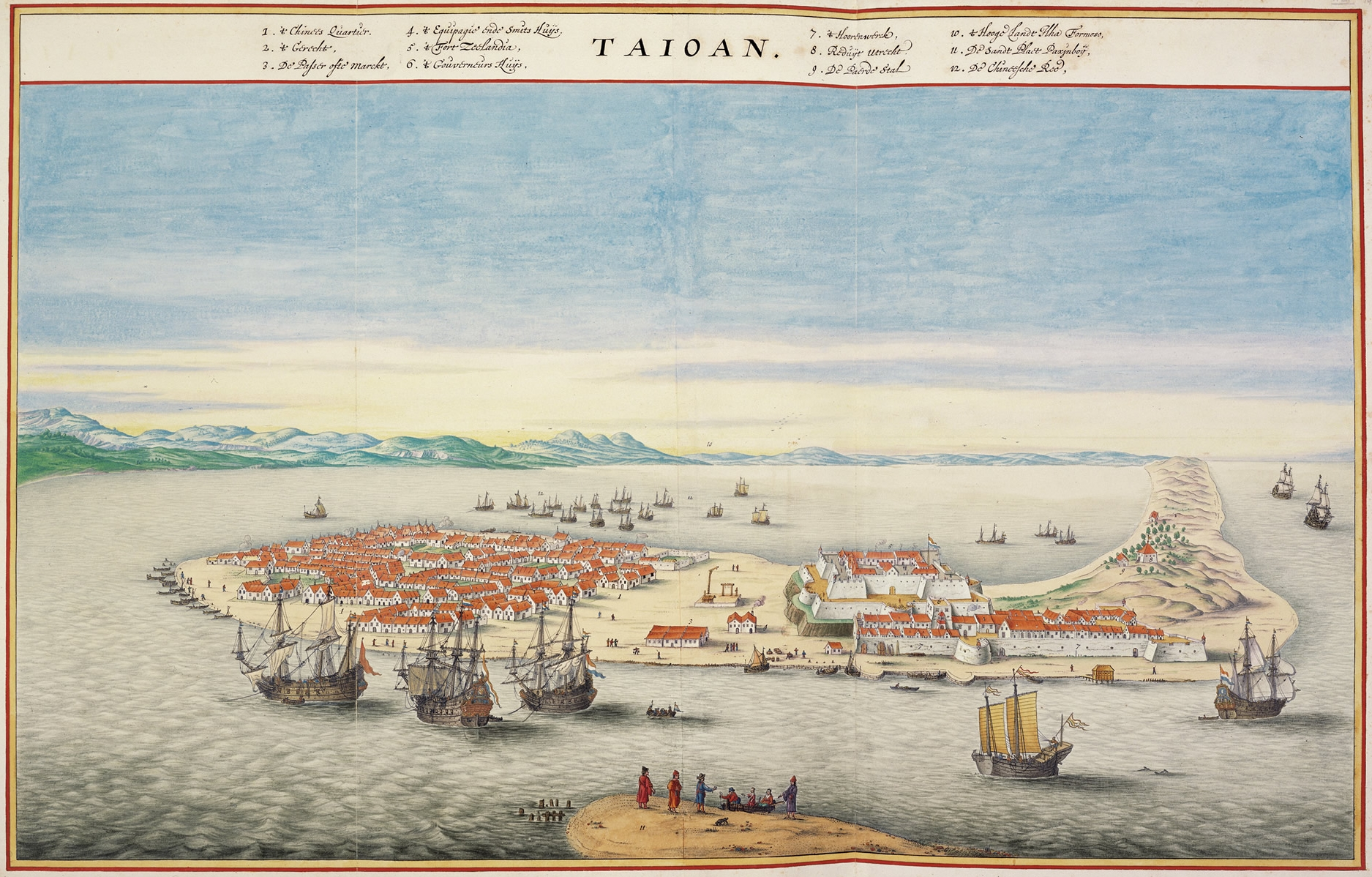
Акварель форту Зеландія XVII століття

У серпні 1624 року голландці були вигнані з Пескадорських островів, оскільки їхня спроба застосувати військову силу, щоб змусити Мінський Китай торгувати з ними, була невдалою. На чолі з Мартінусом Сонком, який мав бути першим голландським губернатором Формози, вони вирішили переїхати на Формозу, щоб продовжити торгівлю, і після дня подорожі прибули до поселення Тайвань, або Таоюань. Незважаючи на те, що на острові було вже 25 000 китайців, і їхня кількість зросла через війну, вони не протистояли великій голландській силі. Спочатку торгівля не була такою вигідною, як очікували голландці, поки Корнеліса Реєрсена (Рейєрзуна) не покинув посаду і його спадкоємцем став Сонк, голландці та китайці не дійшли згоди щодо торгівлі.

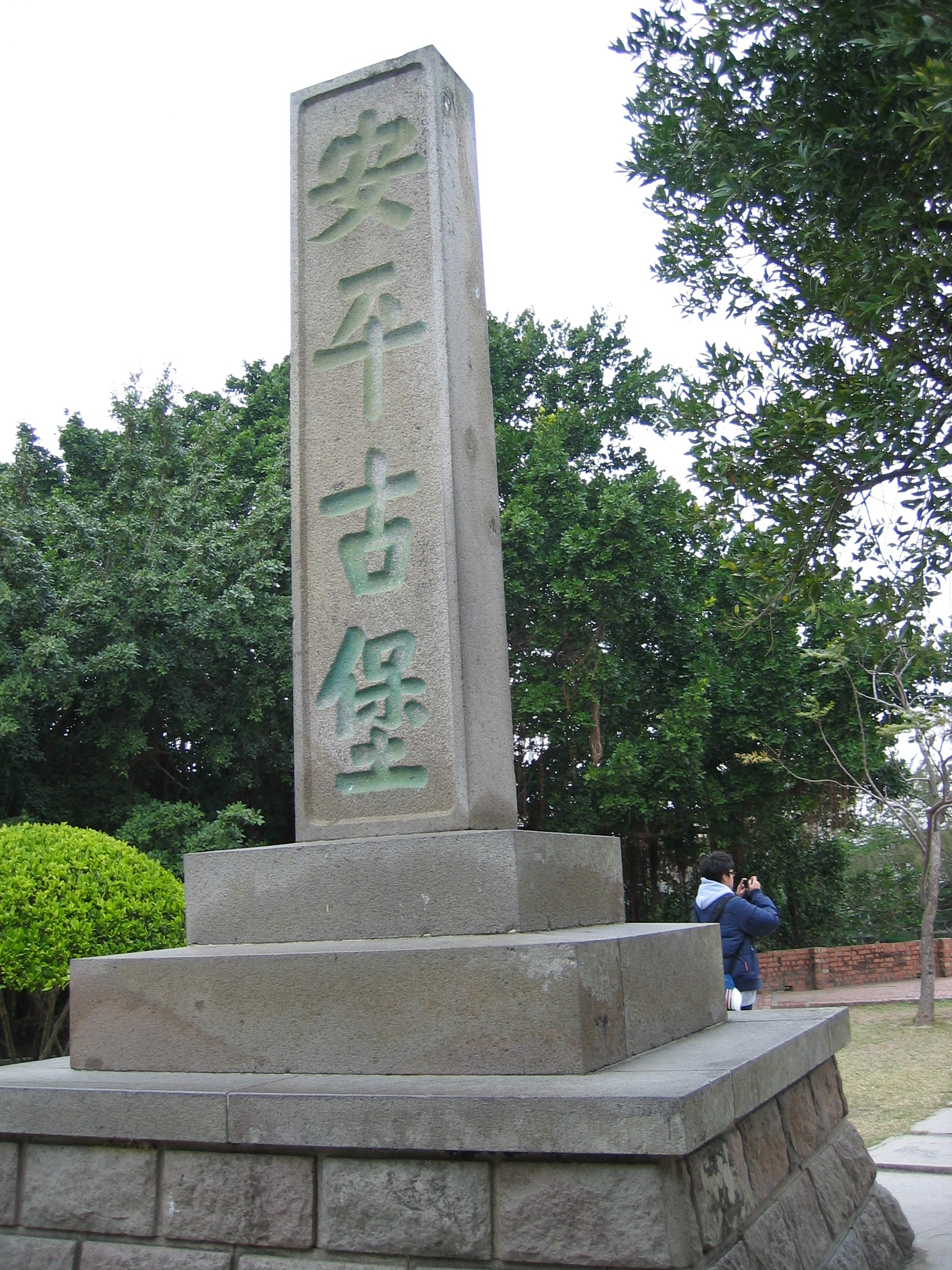
Кам'яний пам'ятник, що позначає «Старий замок Аньпін» (форт Зеландія)

Оскільки їхнім першочерговим завданням було зміцнення оборони, голландці побудували тимчасовий форт на піднятому піщаному березі біля входу в гавань Таоюань, біля узбережжя сучасного району Аньпін, Тайнань. Існувала серія піщаних кос, витягнутих з півдня на північ; східна сторона таких піщаних кос була відома в розмовній мові як внутрішнє море Тай-цзян. Через чотири роки голландці побудували більш постійну структуру, яку вони назвали «Форт Зеландія», ймовірно, за назвою корабля, на якому прибув Сонк. Новий форт був розташований на найбільшій піщаній косі, щоб контролювати канал для входу у внутрішнє море. Це дозволило б мати прямий доступ до моря, а разом з ним, припаси та підкріплення з Батавії в разі облоги.
Інший менший форт був побудований пізніше, Форт Провінція, недалеко від Зеландії. Обидва форти знаходилися на місцевих високих висотах, що уможливлювало обмін сигналами між ними.
Незважаючи на міцну конструкцію, форт і його розташування були призначені не стільки для захисту від великого ворога, скільки для захисту від остров'ян і для нагляду за торгівлею. Крім того, на цьому місці не було достатніх запасів прісної води, яку доводилося доставляти з материка Формози. Пізніше це виявилося критичним фактором у витісненні голландців Коксінгою.

### Завоювання Коксінга та капітуляція голландців

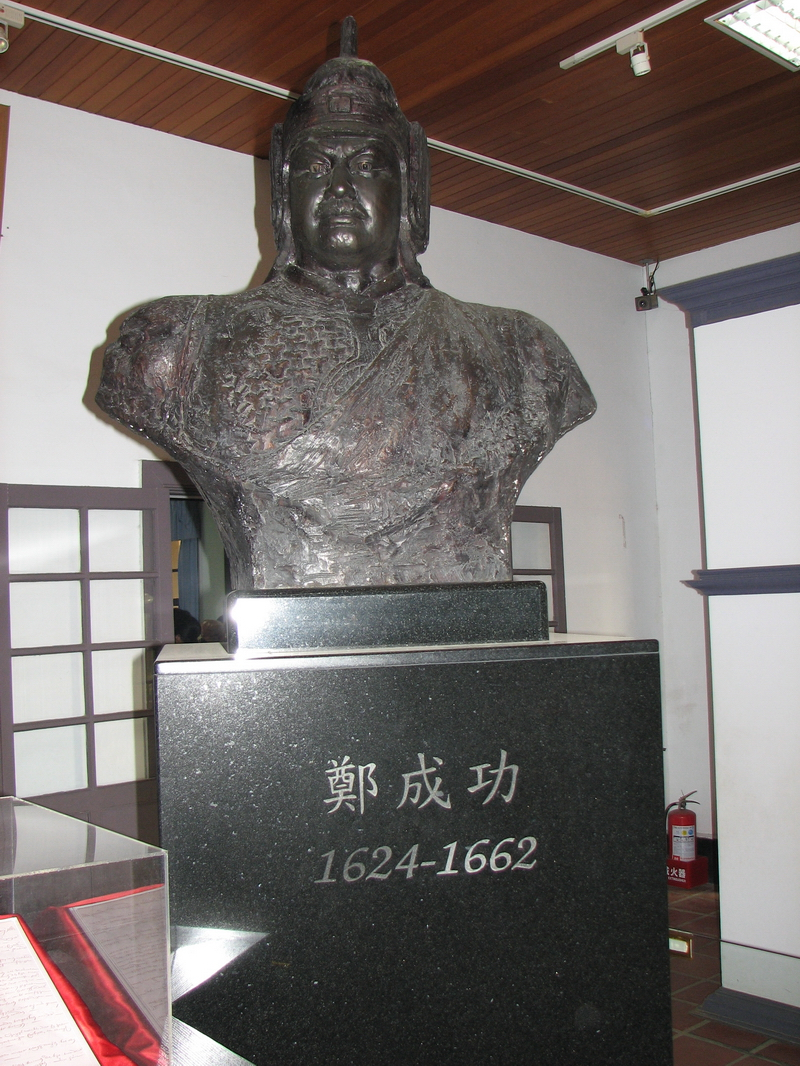
Бюст Коксінга в музеї Форт-Зеландія

30 квітня 1661 року прихильник династії Мін Косінга обложив фортецю (її захищали 2000 голландських солдатів) за допомогою 400 військових кораблів і 25 000 вояків. Після дев'яти місяців і втрати 1 600 голландців 1 лютого 1662 року голландці капітулювали, коли стало ясно, що з Батавії (нинішня Джакарта, Ява, Індонезія) немає підкріплень, і коли захисникам не вистачало прісної води.
Відповідно до договору Косінга-Голланд (1662), підписаного 1 лютого між Косінгою та Фредеріком Койеттом, голландським губернатором, голландці здали фортецю та залишили всі товари та майно ГОК. Натомість усі чиновники, солдати та цивільні особи могли вільно виїхати зі своїми особистими речами та припасами.
9 лютого Койєтт офіційно здав форт і повів решту голландських сил і цивільних осіб назад до Батавії морем,  завершивши 38-річного колоніальне панування Нідерландів.
Після облоги Коксінга взяв у наложниці доньку-підлітка Антонія Хамбрука. Інші голландські жінки були продані китайським солдатам, щоб вони стали їхніми наложницями.

## Особливості

### Побудова
Форт Зеландія включав «внутрішній форт» і «зовнішній форт». Внутрішній форт мав квадратну 3-пластову конструкцію. Найнижчий був для зберігання боєприпасів і продовольства. На другому — глуха стіна. Середня частина кожного боку має виступаючий півколом барак для посилення оборони. Над третім поверхом був адміністративний центр, включаючи офіси, гарнізон і церкву, усі вони були незалежними структурами. На периферії були стіни з виступаючими бастіонами на кожному з чотирьох кутів, озброєні гарматами; на південно-західному бастіоні встановили сторожову вежу.
Одноповерховий зовнішній форт був прямокутним фортом з бастіонами на північно-західному та південно-західному кутах, озброєний кількома гарматами. Усередині зовнішнього форту були резиденції, лікарня та будинки; площа була комерційною зоною.

### Деталі конструкції

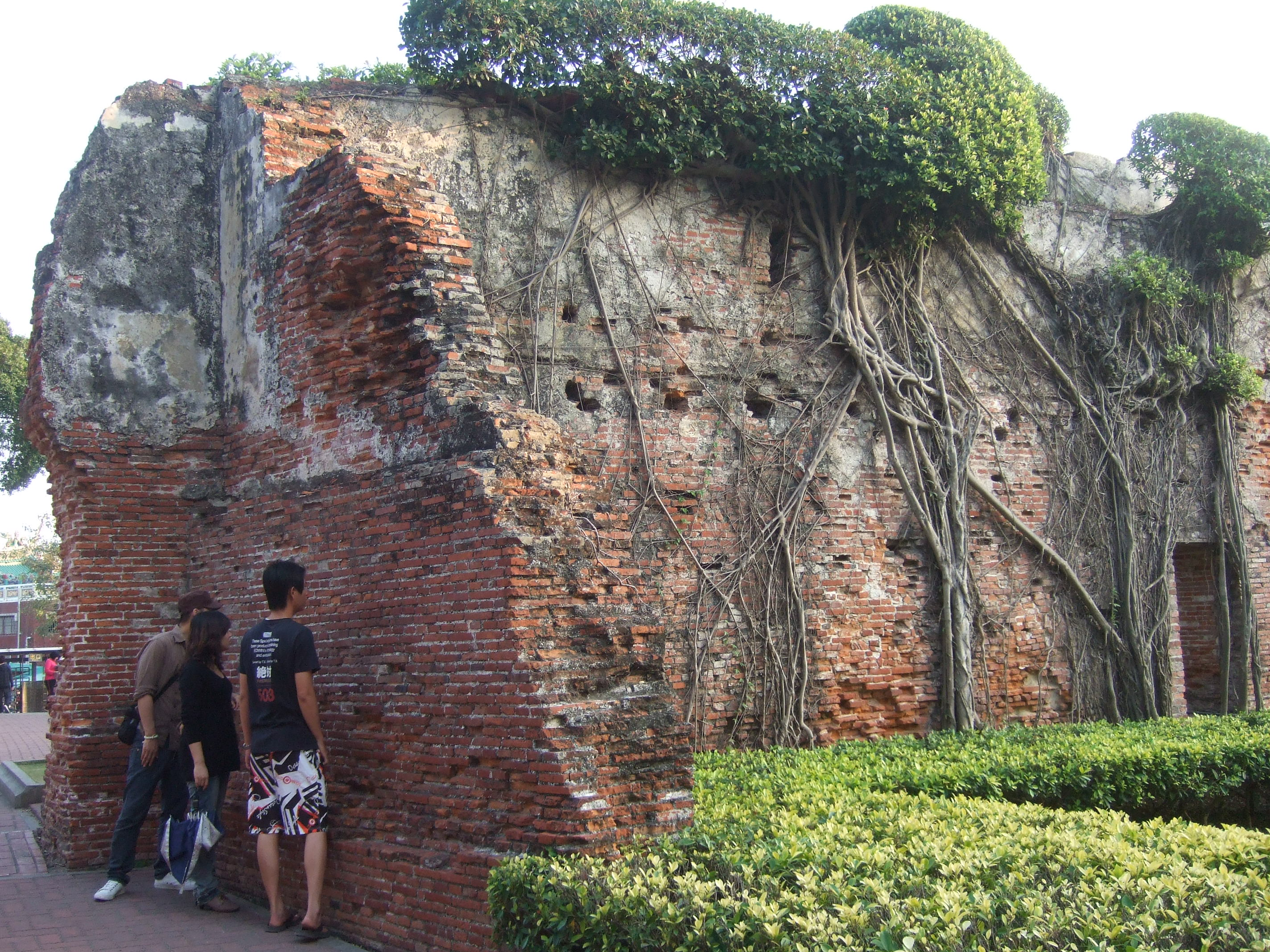
Оригінальна стіна з червоної цегли, імпортована з Батавії та закладена солдатами голландської Ост-Індської компанії

Цеглу привозили з Яви, а розчин складався із суміші цукру, піску, мелених черепашок і клейкого рису. Форт був спроектований таким чином, щоб бути оточений трьома концентричними шарами стін, а його чотири кути були вбудовані в виступаючі бастіони для кращого захисту. Його планування було типовим для європейських фортів XVII ст. Всередині був військовий та адміністративний центр, церква, гарнізони та в'язниця; надворі був центр міста. Між фортецею та центром міста розташовувалися ринок, бійня, шибениця, місце страти та міська вага.
Голландська облігація використовувалася для кладки цегли для будівництва форту Зеландія. Його створюють шляхом почергового укладання заголовків і підрамників в один ряд, щоб уникнути зазорів. Наступний ряд укладається так, щоб заголовок лежав посередині розтяжки на курсі нижче. Голландська цегла повинна мати 10-денний випал, текстура тверда і компактна, колір червоний.

## Галерея

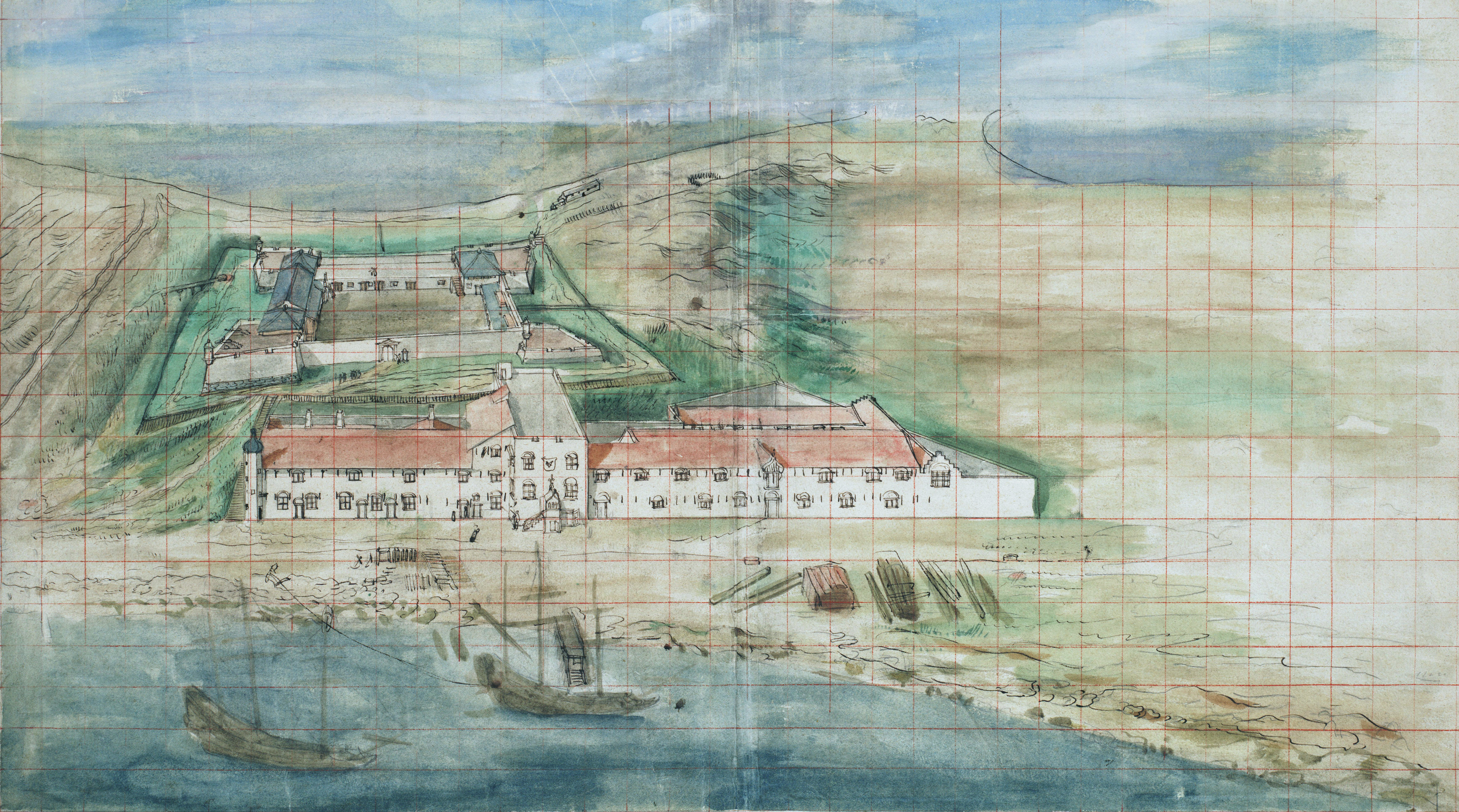
Огляд форту Зеландія; картина Дж. Вінґбунса, близько 1635 року
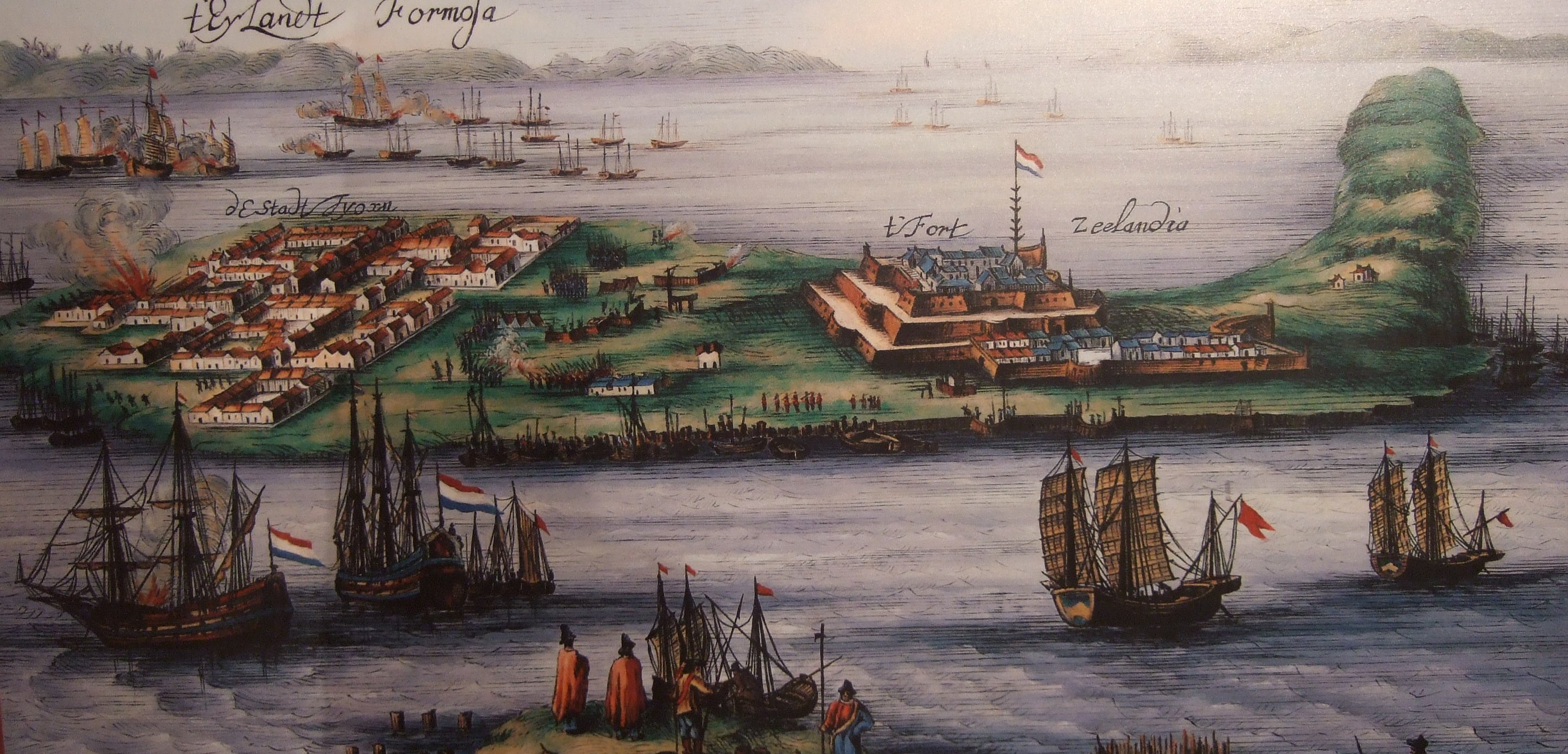
Кольоровий малюнок виду форту Зеландія
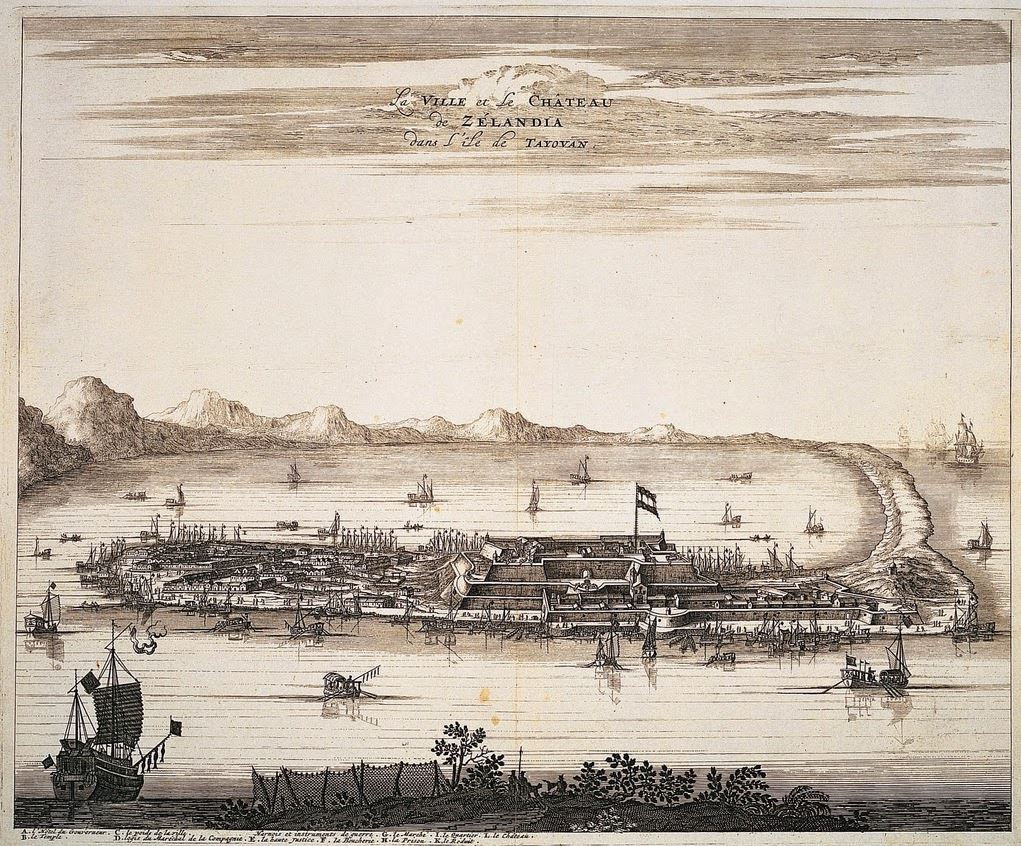
Відбиток форту Зеландія XVII століття
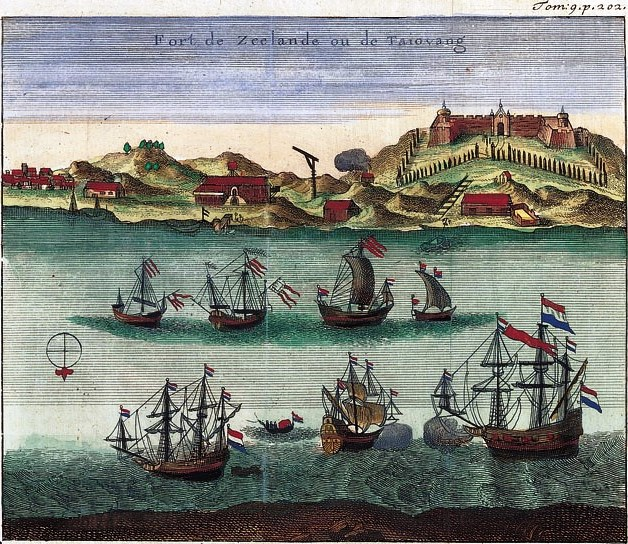
Креслення форту Зеландія
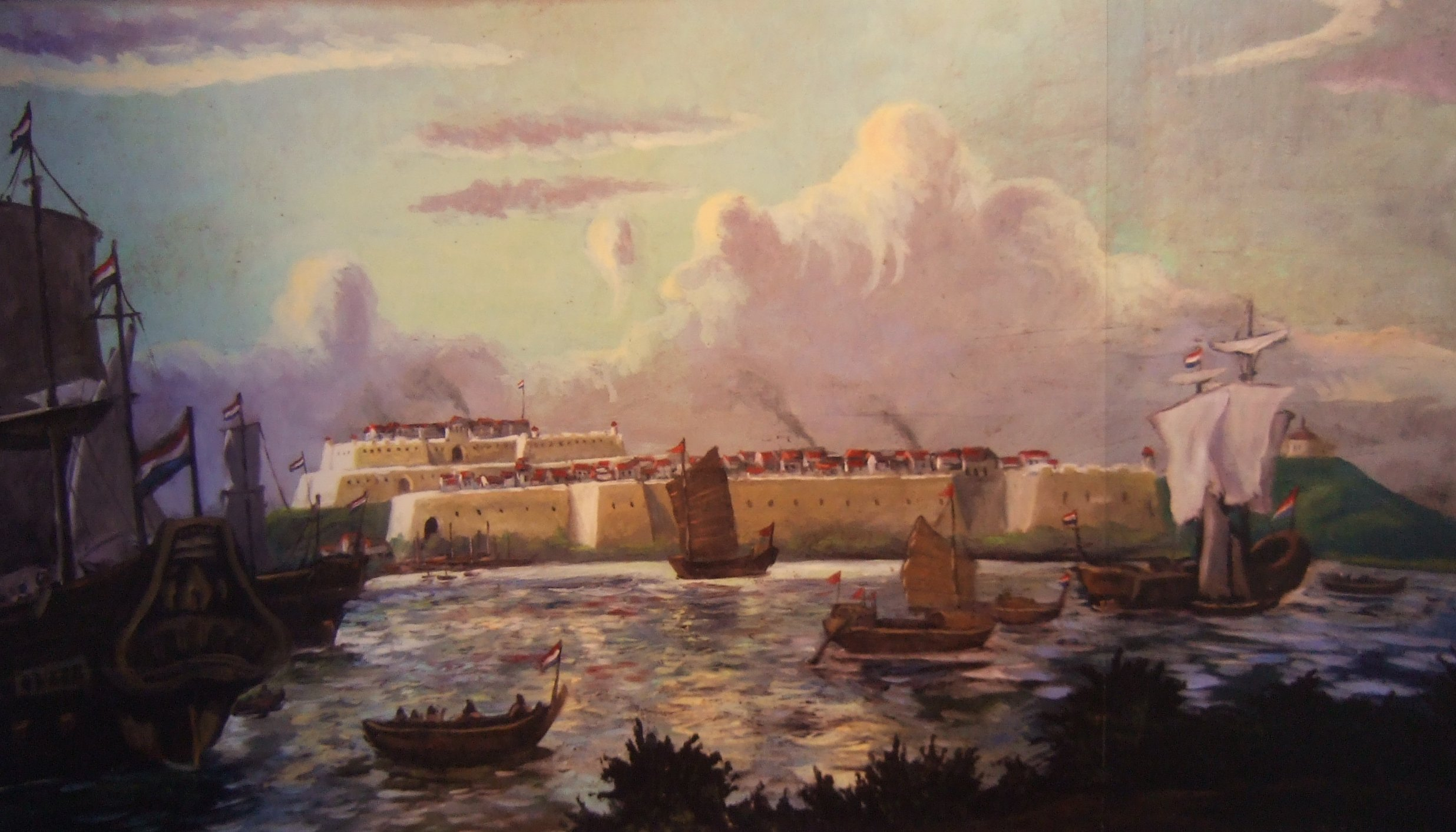
Картина, що демонструє оточення внутрішнього форту Зеландія
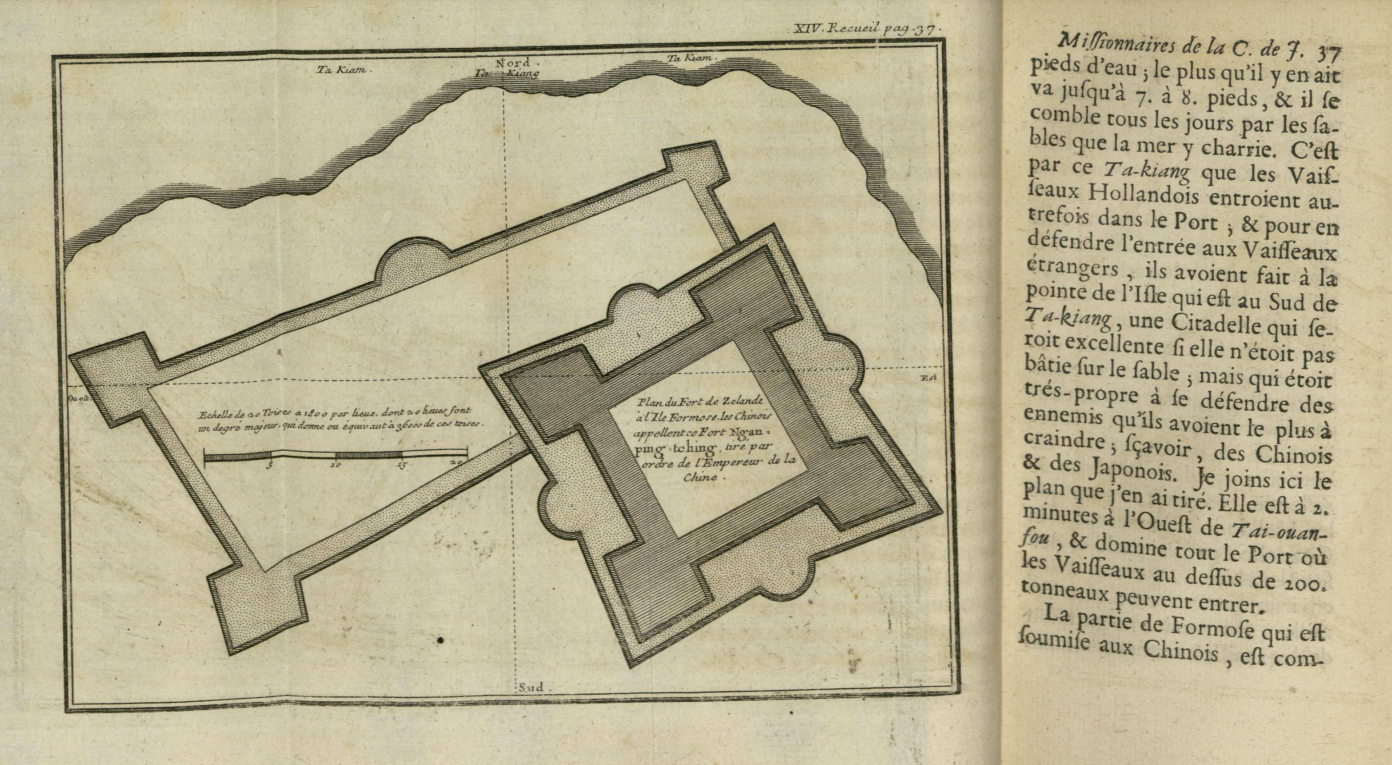
План форту Зеландія в колекції листів 1707 року, де вже позначено форт як "tiré" (зруйнований) "за наказом китайського імператора"